# Georges Houard
Pour les articles homonymes, voir Houard.
Georges Houard, né le 2 novembre 1893 à Nancy et mort le 12 octobre 1964 à Paris 11e, est un journaliste aéronautique français.

## Biographie
Georges Houard naît à Nancy en 1893. Très tôt, il s'initie à l'aviation par le biais des cerfs-volants, au tout début du XXe siècle. Il devient le tout jeune secrétaire général de la Ligue Française du Cerf-Volant. Il développe également un goût pour le journalisme en devenant rédacteur en chef d'une revue spécialisée baptisée Le Cerf-volant qui paraît de 1912 au déclenchement de la Première Guerre mondiale. 
Dès la fin des hostilités, il fonde, avec le concours de quelques fervents tels qu'André Carlier, André Franchet et Maurice Victor l'Association Française Aérienne (A.F.A.), créée en 1919. Cette association se consacre à la "petite" aviation, l'aviation des constructeurs amateurs et le vol à voile. C'est elle en particulier qui est à la base du premier Congrès expérimental français de vol à voile qui se tient à Combegrasse entre le 6 et le 21 août 1922, manifestation qui marque officiellement la naissance du vol à voile français après les tentatives de vol plané établies avant la Grande Guerre. Elle organise également les congrès suivants à Vauville, en 1923 et 1925. 
Mais l'œuvre principale de la vie de Georges Houard reste l'élaboration du journal aéronautique Les Ailes qui s'auto-proclame le Journal hebdomadaire de la locomotion aérienne et qui parait pour la première fois le jeudi 23 juin 1921 avec l'aide d'une petite équipe de techniciens et d'enthousiastes. Georges Houard restera aux commandes de l'hebdomadaire entre 1920 et 1960 et continuera même à signer des chroniques après l'adoption d'une nouvelle organisation. 
Sous l'impulsion de Georges Houard, le fameux journal aux feuilles bleues s'engage dans des campagnes de propagande au service de l'aviation française dont l'une va conduire à la formation du ministère de l'Air.
Georges Houard créé la Coupe des Ailes à la veille de la Seconde Guerre mondiale, trophée qui, après la Libération, contribue à la reprise de l'activité au sein des Aéro-Clubs.
Cessant sa parution au cours de la débâcle, avec le no 984 daté du 6 juin 1940, Georges Houard réussit cependant à publier durant l'occupation une série de brochures baptisée Les Ailes - Collection « Aviation » dont le premier est intitulé Si nous reparlions d'aviation ?.. de 1941. Ces livrets, qui traitent des actualités politiques, sportives, anecdotiques, et bien sûr techniques concernant l'aéronautique, sont destinés à maintenir la flamme de l'espoir chez les amoureux de l'air. La parution de l'hebdomadaire Les Ailes reprend avec le no 985 daté du 2 décembre 1944. Finalement, cette grande aventure de la presse aéronautique française prend fin avec le no 1916 du 8 mars 1963.
Infatigable propagandiste du journalisme aéronautique, Georges Houard accepte de devenir rédacteur en chef de la revue Pionniers, Revue aéronautique trimestrielle des Vieilles Tiges dont le premier numéro parait le 15 juillet 1964. 
Georges Houard décède le lundi 12 octobre 1964 à son domicile parisien et est inhumé au cimetière de Barbizon.

## Distinctions
- Membre du comité directeur de l'Aéro-Club de France
- Officier de la Légion d'honneur[2]

- Médaille de l'Aéronautique (1954)[6]
- Membre du comité directeur de l'Aéro-Club de France